# Trigonodes compar
Trigonodes compar är en fjärilsart som beskrevs av Walker 1858. Trigonodes compar ingår i släktet Trigonodes och familjen nattflyn. Inga underarter finns listade i Catalogue of Life.